# Вицинка-Вольська
Вицинка-Вольська (пол. Wycinka Wolska) — село в Польщі, у гміні Ковеси Скерневицького повіту Лодзинського воєводства.
Населення — 47 осіб (2011).

## Демографія
Демографічна структура станом на 31 березня 2011 року:
|          | Загалом | Допрацездатний вік | Працездатний вік | Постпрацездатний вік |
| -------- | ------- | ------------------ | ---------------- | -------------------- |
| Чоловіки | 25      | 6                  | 15               | 4                    |
| Жінки    | 22      | 1                  | 12               | 9                    |
| Разом    | 47      | 7                  | 27               | 13                   |